# Zatypota crassipes
Zatypota crassipes là một loài tò vò trong họ Ichneumonidae.